# 格闘技オリンピックII
闘志天翔～格闘技オリンピックII（とうしてんしょうかくとうぎオリンピックツー）は、日本の格闘技イベント。1992年7月30日、国立代々木競技場第2体育館で行われた。

## 大会概要
後のK-1の前身となる格闘技オリンピックの第2弾。佐竹雅昭、金泰泳などが出場し全6試合が行われた。特にアンディ・フグはこの大会がプロデビュー戦となった。
リングでは使用せず、レスリングマットのような試合場で行われた。

## 対戦カード
第1試合 総合格闘技特別ルール 3分3R
△  西良典（慧舟會/北斗旗全日本無差別選手権2連覇） vs.  グレッグ・ダグラス（UKF柔術世界王者） △
3R終了 引き分け
第2試合 フルコンタクト空手ルール 3分5R
×   柳澤聡行（正道会館/第1回リアル空手トーナメント優勝） vs.  アンディ・フグ（第4回全世界空手道選手権大会準優勝）  ○
5R終了 判定
第3試合 カラテグローブルール 2分5R
○  田上敬久（正道会館） vs.  アンドレイ・アルタモノフ(元プロ空手世界ウエルター級チャンピオン) ×
3R 1:58 KO（左ハイキック）
第4試合 空手&キック ミックスルール 3分4R
○  金泰泳（正道会館） vs.  マンソン・ギブソン(元KICK世界ミドル級チャンピオン) ×
4R 反則（空手ルールでの顔面殴打）
第5試合 空手&キック ミックスルール 3分4R
×  後川聡之（正道会館/第8回全日本空手道選手権優勝） vs.  デル・アポロ・クック(元WKA世界ミドル級チャンピオン) ○
4R終了 判定
メインイベント カラテグローブルール 3分5R
○  佐竹雅昭（正道会館/第1回カラテジャパンオープン優勝） vs.  アマッド・モハメッド(元WKA世界スーパー・ヘビー級チャンピオン) ×
1R 1:57 TKO（3ノックダウン）

## 映像ソフト
BMGビクターより『闘志天翔～格闘技オリンピック2』の名称でVHS及びレーザーディスクが発売されていたが、2016年現在は共に絶版となっている。